# Shaan
Shaan (cuyo nombre verdadero es Shantanu Mukherjee, se pronuncia como: Shantonu Mukharji, (nacido el 30 de septiembre de 1972 en Khandwa, India), es un cantante de playback indio. Interpreta temas musicales cantados en hindi, bengalí, urdu y para películas Kannada, también es presentador de televisión. Fue anfitrión de los espectáculos como Sa Re Ga Ma Pa, Sa Re Ga Ma Pa L'il Champs, Star Voice of India y STAR Voice of India 2. En "Music Ka Maha Muqabla" y su equipo llamado, "Strikers de Shaan", terminaron  por los corredores del próximo equipo llamado Shankar Mahadevan. También ha interpretado muchas canciones paquistaníes. Es considerado como el una de las voces más populares de canciones románticas y melodiosas y uno de los cantantes más versátiles. Ha cantado interpretado temas musicales de diferentes géneros como el pop, melancólicas, patriótico, jazz, gazales, hip- hop, rock, y entre otros muchos más. Ha cantado temas musicales en kannada, bengalí, punjabi, nepalí, inglés, hindi, oriya, malayalam, marathi. También comenzó su carrera a muy temprana edad a los 17 años en 1989, sin ningún tipo de experiencia profesional. Se ha duchado por sus títulos como la 'Voz de Oro de la India', 'Voz del Paraíso', 'Mago de Melodía' y 'La Voz de la Juventud'.